# گرین (آیووا)
گرین (به انگلیسی: Greene) شهری در ایالت آیووا کشور ایالات متحده آمریکا است که جمعیت آن در سرشماری سال ۲۰۱۰ میلادی، ۱٬۱۳۰ نفر بوده‌است.